# Michael Moss
Michael (Mike) Moss (ur.  1935) – amerykański brydżysta, World International Master (WBF).

## Wyniki brydżowe

### Zawody światowe
W światowych zawodach zdobył następujące lokaty:
| Mistrzostwa Świata. Konkurencja teamów | Mistrzostwa Świata. Konkurencja teamów | Mistrzostwa Świata. Konkurencja teamów | Mistrzostwa Świata. Konkurencja teamów | Mistrzostwa Świata. Konkurencja teamów | Mistrzostwa Świata. Konkurencja teamów |
| Rok                                    | Miejsce                                | Zawody                                 | Kategoria                              | Drużyna                                | Pozycja                                |
| -------------------------------------- | -------------------------------------- | -------------------------------------- | -------------------------------------- | -------------------------------------- | -------------------------------------- |
| 2010                                   | Filadelfia                             | 13 Seria Mistrzostw Świata             | Open                                   | Moss                                   | 33                                     |
| 2006                                   | Werona                                 | 12 Mistrzostwa Świata                  | Open                                   | Forrester                              | 97                                     |
| 2002                                   | Montreal                               | 11 Mistrzostwa Świata                  | Open                                   | Grue                                   | 97                                     |
| 1994                                   | Albuquerque                            | 9 Mistrzostwa Świata                   | Open                                   | Polisner                               | 33                                     |
| 1990                                   | Genewa                                 | 8 Mistrzostwa Świata                   | Open                                   | Moss                                   | 2                                      |
| 1982                                   | Biarritz                               | 6 Mistrzostwa Świata                   | Open                                   | Wei                                    | 35                                     |
| 1972                                   | Miami Beach                            | 3. Olimpiada Par                       | Miksty                                 | Roth                                   | 2                                      |

| Mistrzostwa Świata. Konkurencja par | Mistrzostwa Świata. Konkurencja par | Mistrzostwa Świata. Konkurencja par | Mistrzostwa Świata. Konkurencja par | Mistrzostwa Świata. Konkurencja par | Mistrzostwa Świata. Konkurencja par |
| Rok                                 | Miejsce                             | Zawody                              | Kategoria                           | Partner                             | Pozycja                             |
| ----------------------------------- | ----------------------------------- | ----------------------------------- | ----------------------------------- | ----------------------------------- | ----------------------------------- |
| 2010                                | Filadelfia                          | 13. Mistrzostwa Świata              | Open                                | George Mittelman                    | 206                                 |
| 2010                                | Filadelfia                          | 13. Mistrzostwa Świata              | Miksty                              | Sylvia Summers-Caley                | 172                                 |
| 2010                                | Filadelfia                          | 13. Mistrzostwa Świata              | Open IMP                            | George Mittelman                    | 154                                 |
| 2006                                | Werona                              | 12. Mistrzostwa Świata              | Miksty                              | Gloria Peston                       | 249                                 |
| 2006                                | Werona                              | 12. Mistrzostwa Świata              | Open                                | Tony Forrester                      | 226                                 |
| 2002                                | Montreal                            | 11. Mistrzostwa Świata              | Open                                | Joe Grue                            | 16                                  |
| 2002                                | Montreal                            | 11. Mistrzostwa Świata              | Miksty                              | Mickie Kivel                        | 64                                  |
| 1994                                | Albuquerque                         | 9. Mistrzostwa Świata               | Open                                | Charles Coon                        | 13                                  |
| 1986                                | Miami Beach                         | 7. Mistrzostwa Świata               | Open                                | Charles Coon                        | 12                                  |

### Zawody europejskie
W europejskich zawodach zdobył następujące lokaty:
| Zawody europejskie. Konkurencja teamów | Zawody europejskie. Konkurencja teamów | Zawody europejskie. Konkurencja teamów | Zawody europejskie. Konkurencja teamów | Zawody europejskie. Konkurencja teamów | Zawody europejskie. Konkurencja teamów |
| Rok                                    | Miejsce                                | Zawody                                 | Kategoria                              | Drużyna                                | Pozycja                                |
| -------------------------------------- | -------------------------------------- | -------------------------------------- | -------------------------------------- | -------------------------------------- | -------------------------------------- |
| 2003                                   | Mentona                                | 1. Otwarte Mistrzostwa Europy          | Open                                   | Schifko                                | 124                                    |

## Klasyfikacja
- Michael Moss – klasyfikacja WBF (ang.)